# 帕西卡 (伊久姆區)
49°4′21″N 37°27′53″E / 49.07250°N 37.46472°E
帕西卡（烏克蘭語：Пасіка）是位於烏克蘭東部的村莊，由哈爾科夫州伊久姆區的奧斯基爾市鎮負責管轄。該村面積0.3平方公里，海拔高度63米，2001年人口45，人口密度每平方公里150人。